# Martin Place
Martin Place è una larga via pedonale situata nel centro della città di Sydney in Australia. La via è considerata come il cuore civico della città e una delle più iconiche vie del Paese.

## Storia
La Martin Place di oggi è stata costruita in diverse fasi. Fino alla fine del XIX secolo, esisteva in una forma simile a quella attuale solo la breve sezione all'epoca nota come Moore Street tra Pitt Street e Castlereagh Street. Tra Pitt Street e George Street c'era invece solo una piccola stradina, simile a vicine stradine tutt'oggi esistenti come Angel Place o Hosking Place. Nel 1863 iniziarono i lavori di costruzione dell'attuale Palazzo delle Poste Generali sul lato sud di questa stradina. L'edificio fu costruito in varie fasi e quando il progetto venne modificato andando a prevedere la facciata principale dell'edificio sul più lungo lato nord dell'isolato invece che su George Street a ovest, vennero avanzate alcune proposte riguardanti l'allargamento della stradina esistente collegandola e uniformandola a Moore Street. Un incendio che distrusse proprietà a nord della stradina fornì l'impulso per l'approvazione della proposta, e nel 1892, un anno dopo il completamento del Palazzo delle Poste Generali, la strada allargata fu ufficialmente inaugurata e chiamata Martin Place in onore del premier del Nuovo Galles del Sud e Giudice Capo James Martin. Il Palazzo delle Poste Generali occupava allora l'intero fianco meridionale della nuova Martin Place.
Sia Moore Street sia Martin Place divennero importanti centri di affari e finanza a Sydney. Nel 1913 all'angolo tra Moore Street e Pitt Street venne costruita la sede della Commonwealth Bank. Ad essa seguirono altre banche negli anni successivi, portando alla realizzazione di imponenti edifici. Nel 1921 Moore Street venne designata parte di Martin Place, portando l'estensione complessiva di quest'ultima da George Street a Castlereagh Street.
Nel 1927 nella strada venne eretto un cenotafio in commemorazione dei caduti della prima guerra mondiale. Poco dopo, il consiglio municipale di Sydney propose di estendere ulteriormente la strada verso est, fino a Macquarie Street. Il piano venne ritardato da una forte opposizione da parte dei proprietari terrieri degli edifici che avrebbero dovuto essere demoliti per fare spazio all'estensione. Le opere di demolizione riguardarono, tra gli altri, la chiesa presbiteriana di Santo Stefano, sul lato est di Phillip Street; la chiesa venne sostituita dall'attuale chiesa su Macquarie Street nel 1935. L'estensione fu infine completata nel 1935, portando Martin Place nella totalità della sua lunghezza odierna collegando George Street e Macquarie Street.
La crescente importanza di Martin Place come cuore e principale piazza di Sydney fu la causa delle numerose richieste di pedonalizzare la strada. Questo venne realizzato progressivamente tra il 1971 e il 1979, rendendo l'intera via un'isola pedonale. La chiusura della strada al traffico venne in parte programmata in coincidenza con la costruzione della stazione ferroviaria di Martin Place, localizzata sotto la sezione orientale della strada, per agevolarne i lavori di costruzione. La stazione venne infine inaugurata nel 1979.

## Architetture significative
- Palazzo delle Poste Generali
- Edificio APA
- Edificio MLC
- Edificio della State Savings Bank